# سرور اطلاعات مکان
سرور اطلاعات مکان یا LIS یک گره شبکه است که در اصل در معماری شبکه i2  انجمن شماره اضطراری ملی تعریف شده است که به راه حل میانی برای ارائه سرویس e911 برای کاربران تلفن VoIP می پردازد. LIS گره ای است که محل ترمینال VoIP را تعیین می کند.
فراتر از معماری NENA و VoIP ، LIS قادر است اطلاعات موقعیت مکانی را برای هر دستگاه IP در شبکه دسترسی ارائه شده خود ارائه دهد. 

## نقش سرور اطلاعات موقعیت مکانی
سیستم های توزیع شده برای مکان یابی افراد و تجهیزات در قلب دفاتر فعال فردا خواهد بود. سیستم های کامپیوتری و ارتباطی همچنان در محل کار و خانه در حال گسترش هستند. سیستم‌ها متنوع و پیچیده هستند و شامل شبکه‌های بی‌سیم و رایانه‌های همراه می‌شوند. با این حال، سیستم ها کمتر مورد استفاده قرار می گیرند زیرا انتخاب مکانیسم های کنترل و رابط های کاربردی بسیار متنوع است. بنابراین لازم است در نظر بگیریم که کدام مکانیسم‌ها ممکن است به کاربر اجازه دهد تا سیستم‌ها را به روش‌های ساده و فراگیر دستکاری کند و چگونه رایانه‌ها می‌توانند از امکانات محیط اطراف خود بیشتر آگاه شوند. آگاهی از مکان افراد و تجهیزات در یک سازمان چنین مکانیزمی است. حاشیه نویسی یک پایگاه داده منبع با اطلاعات مکان به ایجاد اکتشافی مبتنی بر مکان برای کنترل و تعامل اجازه می دهد. این رویکرد به‌ویژه جذاب است زیرا تکنیک‌های مکان‌یابی را می‌توان ابداع کرد که از نظر فیزیکی محجوب باشند و بر عملکرد صریح کاربر متکی نباشند. این مقاله فن آوری یک سیستم برای مکان یابی افراد و تجهیزات، و طراحی یک سرویس سیستم توزیع شده برای پشتیبانی از دسترسی به آن اطلاعات را توضیح می دهد. رابط های برنامه ای که توسط این تسهیلات ممکن شده یا از آن بهره می برند ارائه شده اند

### تعیین مکان
روش مورد استفاده برای تعیین مکان یک دستگاه در یک شبکه دسترسی بین انواع مختلف شبکه ها متفاوت است. برای یک شبکه سیمی، مانند اترنت یا DSL، یک روش نقشه سیمی رایج است. در تعیین مکان نقشه سیم، مکان یک دستگاه با یافتن اینکه از کدام کابل ها برای ارسال بسته ها به دستگاه استفاده می شود، تعیین می شود. این شامل ردیابی داده ها از طریق نقاط تجمع در شبکه (مانند سوئیچ های اترنت یا گره های دسترسی DSL ) و یافتن پورتی است که بسته های آن دستگاه به آن ارسال می شود. این اطلاعات با داده های موجود در LIS (معمولاً از پایگاه داده استخراج می شود) برای تعیین مکان نهایی ترکیب می شود. نحوه انجام این ردیابی به نوع شبکه بستگی دارد.
در شبکه های بی سیم، طیف وسیعی از فناوری ها را می توان برای تعیین مکان به کار برد که ابتدایی ترین آنها از مکان فرستنده رادیویی به صورت تقریبی استفاده می کند. روش واقعی اعمال شده مشابه روش نقشه سیمی است، اگر بتوان فرستنده رادیویی را شناسایی کرد، می توان مکان دستگاه را به عنوان موقعیت فرستنده با ناحیه عدم قطعیت در نظر گرفت.

## معماری و پروتکل ها
IETF یک معماری و پروتکل هایی را برای به دست آوردن اطلاعات مکان از یک LIS تعریف کرده است. یک LIS در شبکه دسترسی فوری به طور خودکار کشف می شود  و اطلاعات مکان با استفاده از پروتکل HELD بازیابی می شود.  اطلاعات مکان را می توان به طور مستقیم بازیابی کرد - به عنوان مقدار شناخته می شود - یا LIS می تواند یک URI موقت ایجاد کند که می تواند برای ارائه مکان به طور غیرمستقیم استفاده شود - معروف به مکان URI .
اطلاعات مکان ارائه شده توسط یک LIS در درجه اول از قالب GEOPRIV (RFC 4119)، یک نمایش XML بر اساس فرمت حضور تعریف شده در RFC 3863 استفاده می کند. RFC 4119 محفظه ای برای موقعیت جغرافیایی و اطلاعات آدرس شهری (اکنون توسط RFC 5139 به روز شده) فراهم می کند و همچنین عناصری را برای بیان ترجیحات حریم خصوصی کاربر تعریف می کند.

## مراجع
1. ↑  NENA (2005-12-06). "NENA Interim VoIP Architecture for Enhanced 9-1-1 Services (i2)" (PDF). 08-001 Issue 1. NENA. Archived from the original (PDF) on 2012-04-06. Retrieved 2008-12-17. {{cite journal}}: Cite journal requires |journal= (help)
2. ↑  Thomson, Martin; James Winterbottom (2008-12-17). "Discovering the Local Location Information Server (LIS) (work in progress)". Retrieved 2008-12-17.
3. ↑  Barnes (Ed.), Mary; James Winterbottom; Martin Thomson; Barbara Stark (2008-12-17). "HTTP Enabled Location Delivery (HELD) (work in progress)". Retrieved 2008-12-17.